# Pomas, um Tostão Cada
Pomas, um Tostão Cada (Pomes Penyeach) é o título dado a uma tradução de uma coletânea de poemas de James Joyce, publicada originalmente em 1927, Pomes Penyeach. São treze poemas, incluindo Tilly (lambuja), que seriam assim vendidos por um xelim (doze pence, no antigo sistema monetário britânico e irlandês). Os poemas tratam, por exemplo, de experiências de Joyce em relação à doença nos olhos que lhe diminuía a visão (Bahnhofstrasse, a rua de Zurique onde ele teve a primeira crise).
Foi vertido ao português, em livro, pelo tradutor Alípio Correia de França Neto com o título "Pomas, um Tostão Cada". No título do livro original, Joyce faz um trocadilho com "Pomes"(pomos, usado para maçãs e pêras,no inglês) e "poems"(poemas), mais as palavras "penny" (equivalente do nosso Centavo) e each (cada, cada um). Lembremos que "pommes" significa "maçãs" em francês. Resulta em um tipo de anúncio que diz "Pomos (de maçã e pêra), um centavo cada", porém com erros de ortografia, como é comum se ver entre cartazes na rua, e o título soa como algo tal "Pomos" de maçã(francês)/Poemas(inglês), a um centavo cada".